# Burg Brennberg
Die Burg Brennberg ist die Ruine der größeren Burganlage einer Ganerbenburg über dem bayerischen Dorf Brennberg im Oberpfälzer Landkreis Regensburg. Sie entstand durch Aufteilung einer älteren Anlage in zwei Teile im 14. Jahrhundert (Oberbrennberg und Unterbrennberg), die durch einen zentralen Hof verbunden blieben. Die Anlage ist unter der Aktennummer D-3-75-120-1 als denkmalgeschütztes Baudenkmal von Brennberg verzeichnet. Ebenso wird sie als Bodendenkmal unter der Aktennummer D-3-6940-0006 im Bayernatlas als „archäologische Befunde und Funde im Bereich der mittelalterlichen Burgruine Brennberg“ geführt.

## Geographische Lage
Die Burg liegt auf einem Granitfelsen in 653 m ü. NHN und etwa 50 Meter oberhalb des Dorfes Brennberg und etwa 23 Kilometer östlich von Regensburg. Bei guter Sicht reicht der Blick vom Turm bis zu den Alpen.
In der Nähe liegen auch die Burg Falkenstein und die Burgruine Sengersberg in nordöstlicher Richtung, sowie in südlicher Richtung die Burgruine Heilsberg. Im Nordwesten befinden sich die Burgruine Siegenstein und im Norden die Burgruine Lobenstein.

## Geschichte

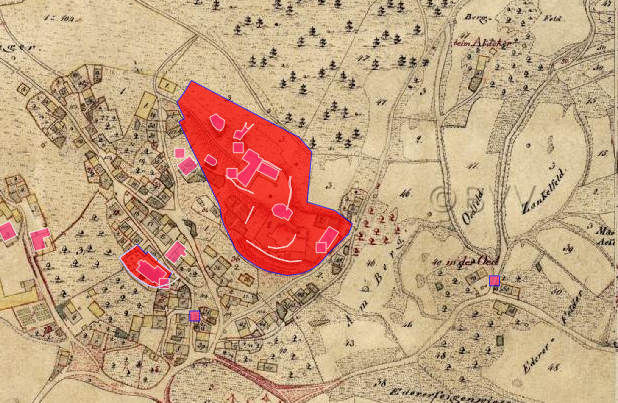
Lageplan der Burg Brennberg auf dem Urkataster von Bayern

Die Entstehung der Burg Brennberg ist auf das Adelsgeschlecht de Prenberg gegen Anfang des 11. Jahrhunderts zurückzuführen. Vermutlich hat Wernher I. de Prenberg das erste Gebäude auf dem westlichen Burgberg errichtet.

### Das Geschlechtde Prenbergbis 1326

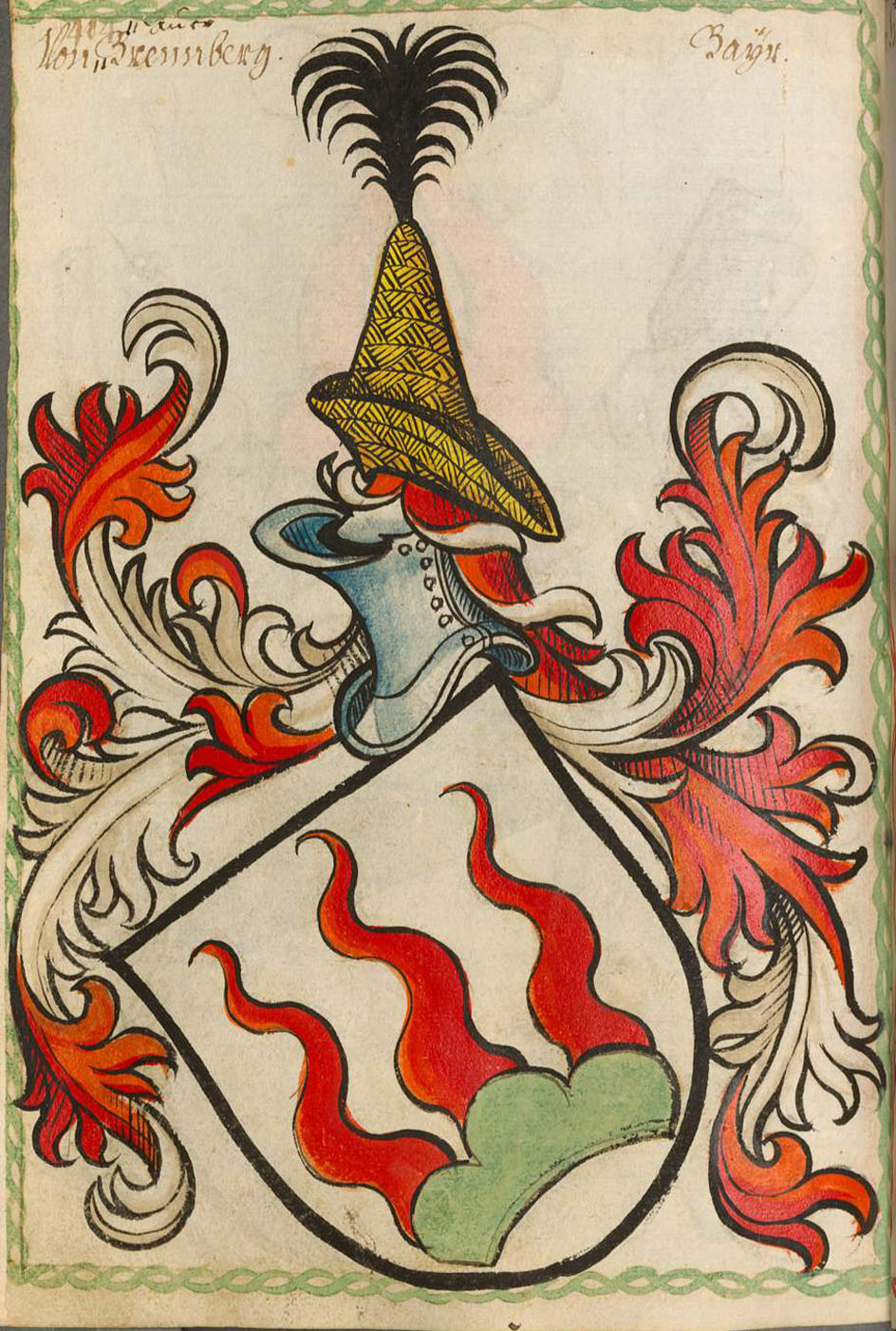
Wappen des erloschen Geschlechts von Prenberg

Wernher I. (Wirnto I.) de Prenberg entstammt der Linie de Briemberch mit Perinhart de Briemberch als Stammherr. Perinhart de Briemberch war Vasall des Klosters Sankt Emmeram in Regensburg. Die Brennberger hatten damals neben hochstiftischen Lehen auch eigenen Besitz und Untertanen. Sie waren später auch Truchsess und Ministerialen des Hochstifts zu Regensburg. Aus ihnen geht der bekannte Minnesänger Reimar II. von Brennberg und der Gründer des Klosters in Frauenzell, Reimar IV., hervor. Das Wappen von de Prenberg zeigt bereits im 11. Jahrhundert die drei „brennenden Berge“.
Auf Wernher I. (* 1115; † 1134) folgten als Nachfolger sein Sohn Wirnto II. und anschließend dessen Sohn Reimar I. Von ihm stammt Reimar II. ab. Seine Lieder sind in der Manessischen Liederhandschrift verewigt. Sein Nachfolger wurde sein Sohn Reimar III., dieser wurde 1173 von Regensburger Bürgern ermordet. Durch den Mord an Reimar III. drohte nun das Geschlecht de Prenberg auszusterben. So musste der Bruder von Reimar III., Bruno, der zu dieser Zeit Domherr war, in den weltlichen Stand zurückkehren. Bruno heiratete um 1280, Berta von Haidau und wurde somit Herr auf Brennberg. Sein Nachfolger wurde sein Sohn Reimar IV., der auch das Kloster von Frauenzell gründete. Nach dem Tod von Reimar IV. endete die Linie de Prenberg im Mannesstamm. Seine Tochter Agnes hat in das Geschlecht der mächtigen Auer geheiratet. Die Auer erlangten somit die Herrschaft auf Brennberg.

### Regensburger Patrizierfamilie derAuer1326 bis 1483
Nach dem Aussterben der Brennberger im Jahre 1326 erlosch das Lehen und die Herrschaft ging an das Hochstift Regensburg zurück. Agnes de Prenberg, die letzte aus der Linie de Prenberg, heiratete Friedrich I. Auer zu Auburg. Dieser wurde somit Herr auf Brennberg und übernahm das Erbe, den Namen und das Wappen von de Prenberg. So nannten sich ab 1327 die Auer de Prenberg, die Auer zu Brennberg. Zugleich war Friedrich I. auch Befehlshaber auf Schloss Wörth an der Donau und Bürgermeister in Regensburg. 1334 nach der Vertreibung von Friedrich I. aus seiner Heimatstadt Regensburg baute dieser die Burg Brennberg zu seinem neuen Stammsitz aus. Unterstützt durch seinen Bruder Heinrich von Auburg, wurde der westliche Burgberg um einen Turm erweitert. Am 28. Dezember 1368 bekamen die Auer auch die Pfandschaft über die Burg Donaustauf vom römischen Kaiser Karl.

### 14. Jahrhundert – Aufteilung der Herrschaft in Oberbrennberg und Unterbrennberg

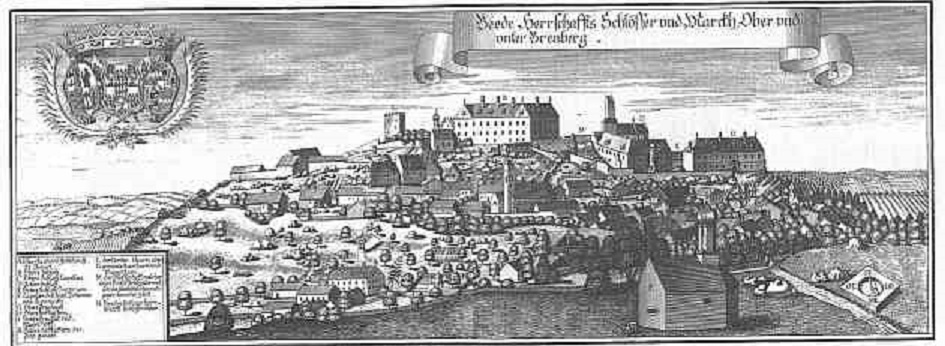
Ober- und Unterbrennberg
Stich von Michael Wening

Die beiden Söhne Friedrich II. und Hans von Friedrich I Auer zu Brennberg, teilten 1379 den Besitz in Brennberg auf. Friedrich II. bekam den Turm und den Münchstein (Brunnen) im Westen, Hans den Turm im Osten. Seit dieser Aufteilung teilte sich die Herrschaft in Oberbrennberg und Unterbrennberg auf. 1466 starb der letzte Herrscher Wilhelm von Auer auf Oberbrennberg. Seine Schwester Anna, vermählt mit Achatz I. von Nußberg bei Viechtach wurden Herrscher auf Oberbrennberg.
1483 endeten auch die Linie der Auer mit Christoph II. auf Unterbrennberg. Seine Schwester Anna Beatrix Auer auf Unterbrennberg vermählte sich 1483 mit Albrecht von Murach und dieser wurde somit Herrscher auf Unterbrennberg. Albrecht und Anna von Murach auf Unterbrennberg ließen 1496 in der Klosterkirche in Frauenzell einen Seitenaltar zur Ehrung der Hl. Anna errichten. Albrecht von Murach starb 1501 und wurde in Frauenzell begraben. 1522 vermählte sich Anna von Murach auf Unterbrennberg mit Joachim Stauff.

### Das GeschlechtNußberger1466 bis 1568
Achatz I. von Nußberg bei Viechtach wurde Herrscher auf Oberbrennberg, da dieser die Schulden von seinem verstorbenen Schwager Wilhelm von Au beglich. 1480 verstarb Achatz I. von Nußberger zu Prenberg. Sein Grabdenkmal befindet sich auf der Westseite des Kirchturms in der Pfarrkirche des Hl. Rupert in Brennberg. Sein Nachfolger wurde sein Sohn Wilhelm II. der Nußberger. Dieser starb 1536 und wurde in Frauenzell begraben. Dessen Sohn Haimeran wurde Nachfolger auf Oberbrennberg.

### Raubrittertum
Haimeram der Nußberger, Herrscher von Oberbrennberg ermordete einen Wirt in dessen Wirtshaus, als es zu einer Auseinandersetzungen kam. Daraufhin floh Haimeram aus Bayern und schloss sich dem Raubritter Hans Thomas von Absberg an. 1528 wurde Haimeran und weitere Raubritter in einem Wirtshaus bei Heideck festgenommen. Haimeran verstarb am 3. April 1551 und wurde in Frauenzell begraben. Ihm folgte sein Sohn Wilhelm III von Nußberg, dieser war Regierungsrat in Straubing.
1540 ging Unterbrennberg nach kurzem Besitz durch Joachim von Stauff an Christoph von Rain über. Dieser wiederum verkaufte Unterbrennberg an Wilhelm III. von Nußberg. Nun war Oberbrennberg und Unterbrennberg wieder in einer Hand. Die Herrscher von Nußberger und Joachim von Stauff waren selten auf Burg Brennberg. So setzten diese Pfleger zur Verwaltung in Brennberg und Frauenzell ein. Im Jahre 1568 starb Wilhelm III. von Nußberg unverheiratet. Das Erbe Oberbrennberg und Unterbrennberg wurde durch ein Testament aufgeteilt. Einen Teil bekamen die Nußberger väterlicherseits, der andere Teil die Verwandten mütterlicherseits.

### Das GeschlechtLerchenfeld1568 bis 1776

Wappen der Grafen von Lerchenfeld von 1698

Caspar von Lerchenfeld erwarb die Burg Brennberg 1568. Die Herrschaft von Brennberg wurde 1572 auf seinen beiden ältesten Söhnen aufgeteilt. Oberbrennberg bekam Andreas von Lerchenfeld und Unterbrennberg bekam Georg David von Lerchenfeld. 1620 erbte Johann Jakob von Lerchenfeld das Schloss Unterbrennberg. Durch Raubzüge und Plünderungen während des Dreißigjährigen Krieges litt der Herrscher Johann Jakob von Lerchenfeld, so stark darunter, dass dieser das Schloss Unterbrennberg am 28. Juni 1644 an Wilhelm Keck verkaufen musste. 1654 wurde Unterbrennberg durch den Lerchenfelder Georg Konrad von Lerchenfeld zurückgekauft.
Am 10. April 1642 brannte das Schloss Oberbrennberg aus unerklärlichen Gründen nieder. Das Schloss wurde aber von den Lerchenfeld wieder aufgebaut. 1686 ging ganz Brennberg in Flammen auf, beide Burgen wurden zerstört. Die Lerchenfelder bauten beide Anlagen wieder auf. Nachfolger und Herr beider Schlösser Ober- und Unterbrennberg war bis zu seinem Tode Franz Ludwig von Lerchenfeld. Sein Nachfolger war Franz Xaver von Lerchenfeld, welcher Regierungsrat zu Straubing war, bis zu seinem Tode im Jahre 1776.

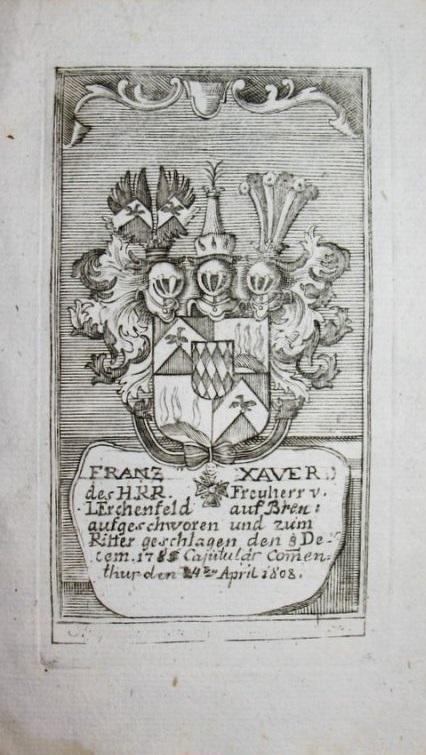
Wappen Franz Xaver von Lerchenfeld Kupferstich von Gebr. Klauber

### Besitztum vonThurn und Taxis1832 bis 1935
Die Tochter Franz Xaver von Lerchenfelds erbte Oberbrennberg. Dadurch wurde ihr Mann, Joseph von Gumppenberg Herr zu Oberbrennberg. 1832 ging der Besitz Oberbrennberg mit der Patrimonialgerichtsbarkeit an den Fürsten Maximilian Karl von Thurn und Taxis über.
An Unterbrennberg erlangte später Freiherr Höffels zu München Eigentum, dieser wiederum verkaufte Unterbrennberg 1821 an Baron Closen. Dort lebten bis dahin ein Jäger und der Kameralverwalter Georg Rabl. Beide wurden durch Baron Closen vertrieben. Anschließend ließ er alles auf dem Schloss Unterbrennberg verkaufen. Der vorher anwesende Jäger und der Kameralverwalter Rabl plünderten das Schloss, um sich zu entschädigen. Anschließend wurde es über die Jahre hinweg dem Verfall überlassen.
1840 erwarb Fürst Maximilian Karl von Thurn und Taxis auch Unterbrennberg. In dieser Zeit wurden die restlichen Gebäude auf Unterbrennberg abgetragen und dem Verfall überlassen.
Am 4. Juni 1935 schenkte das Fürstenhaus von Thurn und Taxis die Schlossruine der Gemeinde Brennberg. 1980 wurde die restliche Bausubstanz der Burg gesichert und ein hölzerner Aussichtsturm errichtet.

## Baubeschreibung

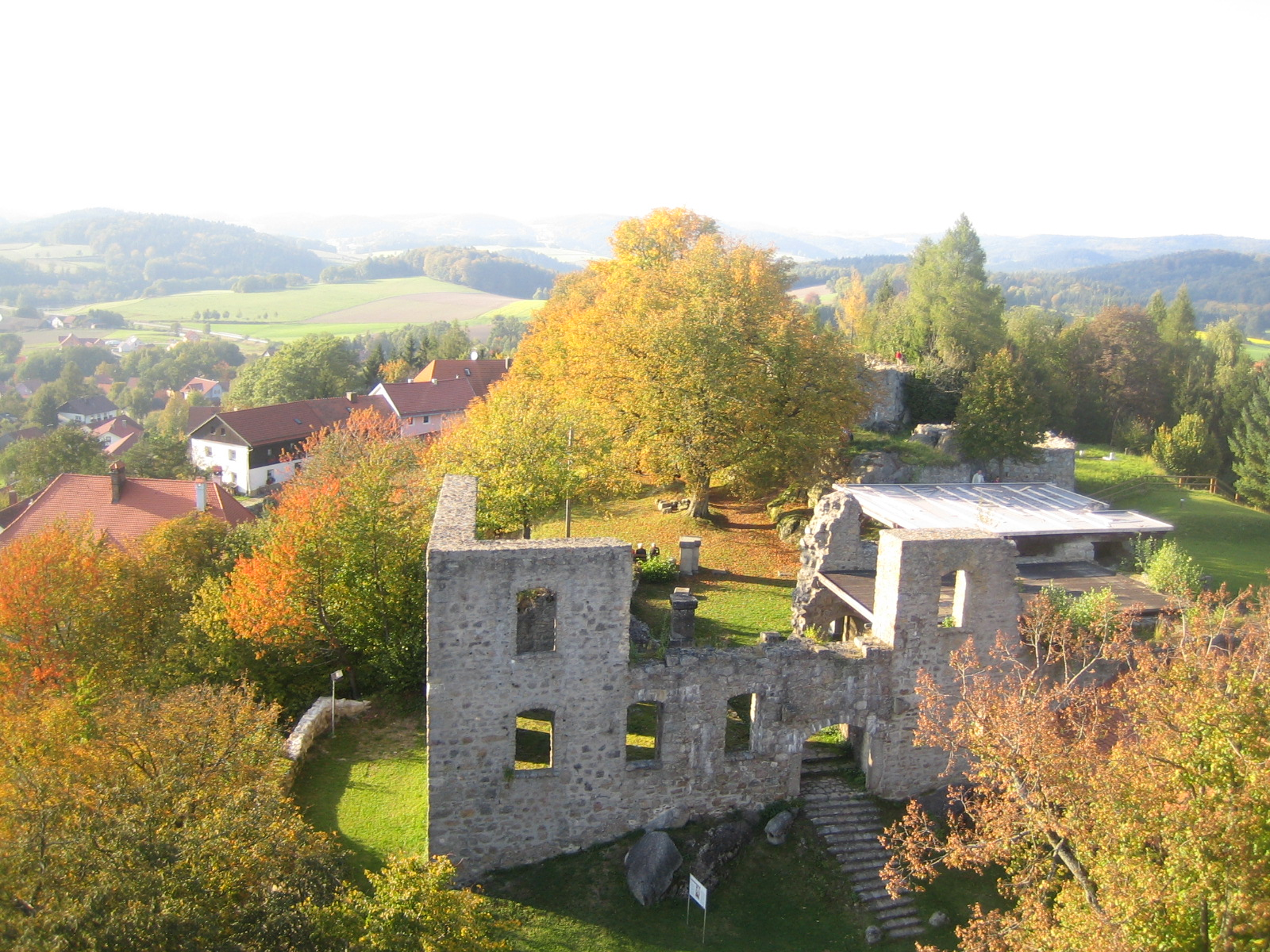
Burganlage Brennberg

Die Burgruine steht auf einem 653 Meter hohen Granitfelsen. An ihrer Nordseite war das Gelände schwach abfallend, weshalb dort ein Wallgraben zum Schutz errichtet wurde. Der älteste Teil der Burg, der romanische Bergfried und das Wohnhaus, stammen aus dem 11. Jahrhundert. Friedrich von Au baute die Burg deutlich aus, im westlichen Teil entstanden im 14. Jahrhundert der so genannte Auerturm und ein tiefer Ziehbrunnen. Nach dem schweren Brand Anfang des 18. Jahrhunderts wurde auf den Fundamenten des gotischen Wohnhauses ein dreistöckiges Schloss errichtet. Im Osten der Anlage wurde nach dem Brand von 1686 ein Getreidespeicher mit Walmdach erbaut. Dieses Gebäude steht heute noch und dient als Wohnhaus.

## Sonstiges
Durch Ausgrabungen und Restaurierungsarbeiten in den 1980er Jahren ist die gesamte Burganlage jetzt frei zugänglich und dient dank des errichteten Turmes als Aussichtspunkt. Der Aussichtsturm ist ganzjährig begehbar.
Die Burg ist mit dem 50 Kilometer langen Brennberger Burgensteig Bestandteil der Regensburger Burgensteige.
Zur Erstellung von topografischen Karten wurde u. a. auf Burg Brennberg ein Vermessungspunkt installiert.
Die Burgruine kann für Feierlichkeiten, etwa Hochzeiten und Geburtstage, angemietet werden. Alle zwei Jahre wird auf dem Burggelände ein Burgfest abgehalten; überdies finden Konzerte, Open-Air Kinoveranstaltungen und Jubiläen der Vereine auf Burg Brennberg statt.